# Sphenoclypeana parana
Sphenoclypeana parana är en insektsart som först beskrevs av William Lucas Distant 1909.  Sphenoclypeana parana ingår i släktet Sphenoclypeana och familjen spottstritar. Inga underarter finns listade i Catalogue of Life.